# Coryphopterus
Coryphopterus là một chi của Họ Cá bống trắng

## Các loài
Chi này hiện hành có các loài sau đây được ghi nhận:
- Coryphopterus alloides J. E. Böhlke & C. R. Robins, 1960 (Barfin goby)
- Coryphopterus dicrus J. E. Böhlke & C. R. Robins, 1960 (Colon goby)
- Coryphopterus eidolon J. E. Böhlke & C. R. Robins, 1960 (Pallid goby)
- Coryphopterus glaucofraenum T. N. Gill, 1863 (Bridled goby)
- Coryphopterus gracilis J. E. Randall, 2001
- Coryphopterus humeralis J. E. Randall, 2001
- Coryphopterus hyalinus J. E. Böhlke & C. R. Robins, 1962 (Glass goby)
- Coryphopterus kuna Victor, 2007
- Coryphopterus lipernes J. E. Böhlke & C. R. Robins, 1962 (Peppermint goby)
- Coryphopterus personatus (D. S. Jordan & J. C. Thompson, 1905) (Masked goby)
- Coryphopterus punctipectophorus V. G. Springer, 1960 (Spotted goby)
- Coryphopterus thrix J. E. Böhlke & C. R. Robins, 1960 (Bartail goby)
- Coryphopterus tortugae (D. S. Jordan, 1904) (Patch-reef goby)
- Coryphopterus urospilus Ginsburg, 1938 (Redlight goby)
- Coryphopterus venezuelae Cervigón, 1966